# Pseudochazara nukatli
Pseudochazara nukatli is een vlinder uit de familie van de Nymphalidae, uit de onderfamilie van de Satyrinae. De soort is voor het eerst wetenschappelijk beschreven door Pavel Vladimirovitsj Bogdanov in een publicatie uit 2000.
De soort komt voor in Dagestan en is voor het eerst ontdekt op de Nukatl, een berg bij het dorp Goenib.